# 天劍絕刀
《天劍絕刀》是1967年香港改编自臥龍生的武俠小說的电影。片长92分鐘。

## 剧情
左少白的一家慘遭九大派四門三會兩幫追殺，只有他自己幸存，还學得蓋世武功天劍和絕刀，不單要報仇雪恨，更和一群少年俠客組織成金刀幫，自则是幫，與奸佞當道的正派掌門和邪派聖君分庭抗禮。

## 人员表
导演: 陳烈品
编剧: 凌漢
主演: 陳寶珠、雪妮、曾江、羅愛嫦、石堅

## 参看
- 天劍絕刀 (電視劇)，亞洲電視劇集

神劍魔刀，無線電視劇集

## 外部連結
- 開眼電影網上《天劍絕刀》的資料（繁體中文）
- 香港影庫上《天劍絕刀》的資料（繁體中文）
- 时光网上《天劍絕刀》的資料（简体中文）
- 豆瓣电影上《天劍絕刀》的資料 （简体中文）
- 互联网电影数据库（IMDb）上《天劍絕刀》的资料（英文）